# Bert och brorsorna
Bert och brorsorna är en ungdomsroman i dagboksform av de svenska författarna Anders Jacobsson och Sören Olsson. Boken utkom 1995 och handlar om Bert Ljung från 7 juni till 23 augusti under det kalenderår han fyller 12, och har sommarlov mellan 5:an och 6:an. Boken handlar om en tid i Berts liv som tidigare inte skildrats. Boken utspelar sig efter Berts dagbok, och precis som Berts dagbok använder den sig av 1987 års almanacka enligt den gregorianska kalendern. Bert varierar sina avslutningar, men ordet "Adjö" finns med i de flesta.
Boken skrevs då författarna började tala om den "förlorade tiden" i Berts liv, då Berts dagbok slutat när terminen med Radio Örebro upphörde i juni 1986, och sedan skrevs Berts första betraktelser som lästes upp i radioprogrammet Almanackan under 1989 vilket ledde till att perioden juni-december saknades.

## Bokomslag
Bokomslaget visar Nadjas raggarbrorsor som drar med Bert på raggarliv i sommarkvällen, och en fågel syns ovanför på texten.

## Handling
Bert Ljung skall sluta 5:an, och Klimpen flytta till Motala. När 5:an slutar har 6:orna snoppmätartävling, som vinns av Peter Kollegård i 6 C medan 5:orna får vara med och heja. I Berts första betraktelser kan man läsa om när killarna i Berts klass har snoppmätartävling i 6:an, och hur killarna som gick i 6:an föregående år hade snoppmätartävling, och 5:orna fick vara med och heja.
Nadjas raggarbrorsor tvingar Bert att PRAO:a som raggare, och skrika "-Visa brösten" till okända tjejer, precis som i TV-serien från 1994 där han skall skrika "-Visa pattarna".
Bert fortsätter träffa Nadja Nilsson, även om han är rädd för hennes raggarbrorsor "Roffe", "Ragge" och Reinhold.
Berts familj ger sig även av på semester till Danmark i juli, ombord på båten träffar de en familj där ett av barnen är 6 år och frågar Bert hur många partier Sveriges riksdag har.
I augusti tältar Bert, Åke och Lill-Erik ute i stora skogen bakom kullen, och när boken slutar skall Bert börja 6:an och Klimpen har flyttat till Motala.

### Fotnoter
1. ↑  ”Bert och brorsorna” (på engelska). Worldcat. 11 mars 1995. https://www.worldcat.org/title/bert-och-brorsorna/oclc/186098063&referer=brief_results. Läst 29 mars 2015.